# Rudolf Beckmann
Rudolf Beckmann (20 février 1910 à Osnabrück - 14 octobre 1943 à Sobibor) est un SS-Oberscharführer allemand du camp d'extermination de Sobibór. Il fut poignardé à mort lors du soulèvement de Sobibór par des détenus.

## Biographie
Membre du NSDAP (membre n° 305 721) et des SS, il travailla dans le processus de crémation dans les centres d'extermination de l'Aktion T4 au château de Grafeneck et le centre Hadamar, où les personnes handicapées furent gazées. Lors de l'Aktion Reinhard, il fut transféré au camp d'extermination de Sobibór (camp II) et fut chef des ordres de tri des vêtements des déportés, et responsable des soins des chevaux.
Il travailla également en tant que directeur général dans la soi-disant Forest House, dans laquelle se trouvait la gestion du camp. C'est ici qu'il fut tué secrètement à coups de couteau, le 14 octobre 1943, lors du déclenchement de la révolte du camp. C'est le SS-Oberscharführer Erich Bauer, qui lors de son retour à Sobibor, découvrit le cadavre de Beckmann et abattit immédiatement les deux déportés qui déchargeaient son camion.